# 惊蛰无声
《惊蛰无声》是由张艺谋执导，陈亮编剧，易烊千玺、朱一龙、宋佳领衔主演，雷佳音、杨幂主演，张译友情出演，刘诗诗、刘耀文特别出演的电影，由中华人民共和国国家安全部指导创作，是中国内地首部國家安全题材电影。

## 剧情
中国重要情报遭到外泄，国安小组立即展开行动，誓要揪出背后的叛国者。然而，抓捕行动接连遭遇重创，让局势愈发紧张。随着调查深入，矛头竟指向国安小组内部，信任与背叛的漩涡中，一场无声的较量悄然上演。

## 演员
| 演员     | 角色 | 备注 |
| -------- | ---- | ---- |
| 易烊千玺 |      |      |
| 朱一龙   |      |      |
| 宋佳     |      |      |
| 雷佳音   |      |      |
| 杨幂     |      |      |
| 张译     |      |      |
| 刘诗诗   |      |      |
| 刘耀文   |      |      |

## 制作
2025年2月，该片获国家电影局备案并同意拍摄。3月，上海中中影业有限公司已申请注册3枚“惊蛰无声”商标，该公司法定代表人、执行董事刘学武全资持有《惊蛰无声》备案单位之一中中（北京）影业有限公司股权。4月14日，该片在深圳开机并发布概念海报，官宣主演阵容。